# Pseudocyclanthera
Pseudocyclanthera é um género botânico pertencente à família Cucurbitaceae.

## Espécies
- Pseudocyclanthera australis (Cogn.) Mart.Crov.

1. ↑  «Pseudocyclanthera — World Flora Online». www.worldfloraonline.org. Consultado em 19 de agosto de 2020